# يوهان كريستيان فيدلر
يوهان كريستيان فيدلر (بالألمانية: Johann Christian Fiedler)‏ هو رسام ألماني، ولد في 31 أكتوبر 1697 في بيرنا في ألمانيا، وتوفي في 5 سبتمبر 1765 في دارمشتات في ألمانيا.